# AN/UYQ-70
AN/UYQ-70は、ロッキード・マーティンがアメリカ海軍向けに開発したコンピュータやコンソールのシリーズ。商用オフザシェルフ（COTS）化されたシステムであり、イージスシステム（AWS）などで広く用いられている。

## 概要
アメリカ合衆国議会は、アメリカ海軍の1993年度予算において、商用のワークステーションやディスプレイの技術を活用しつつ、先進的な戦術ディスプレイ・システム計画を開始するよう求める文言を盛り込んだ。これに応じて、海軍海洋システム・コマンド（NAVSEA）はAN/UYQ-70先進ディスプレイ・システム（ADS）計画室を設立し、ロッキード・マーティン、DRSテクノロジーズ、レイセオンの3社からなるチームに競争契約を発注した。ADSは技術評価と運用評価に合格し、1995年9月に生産承認を受けた。
本システムの大きな特徴が、商用オフザシェルフ（COTS）化と分散コンピューティング化である。COTS化は、議会が提言したとおりに民間の優れた技術を速やかに導入するためのもので、民生品を転用したCPUと、UNIX系のオペレーティングシステム（OS）で動作するシステムとなった。そして中核となるCPUやOSは共通化しつつ、そこに組み合わせるディスプレイや入力機器（キーボードやトラックボール）、またこれらを格納する筐体（ケースやラック）を用途に合わせて変更することで、水上戦闘艦や潜水艦、航空機など、多様なプラットフォームに対応させるとともに、冗長性も確保している。電子計算機としては、基本型であるEPS（Embedded Processing System）、入出力機能を備えたNGP（Next Generation Peripherals）、潜水艦用のSWS（Submarine Workstation）があり、またコンソールとしてはOJ-719やOJ-720、OJ-721がある。
このような設計によって、UYQ-70ではコンソールにも情報処理機能を付与されて、分散コンピューティングに参加するようになっている。初期のAWSなど従来型のシステムは、AN/UYK-7やAN/UYK-43といったメインフレームにあたる電子計算機で情報処理を行い、AN/UYA-4やAN/UYQ-21といったコンソールで操作・表示を行うという集中型のシステムであったのに対し、AN/UYQ-70では複数台のコンソールや電子計算機が連接されて分散ネットワークを構築するようになった。このシステム構造の移行は漸進的に進められており、例えばイージスシステム（AWS）では、ベースライン6においてUYQ-21の一部をUYQ-70で代替して部分的な分散化を図ったのち、ベースライン7ではコンソールをUYQ-70に統一するとともに、UYK-43/44コンピュータも全廃して、UYQ-70と共通化した設計のMCE（Mission Critical Enclosures）によって代替している。その後、ベースライン9では更にCOTS化が推進されて、コンソールはUYQ-70からCDS（Common Display System）に変更されるとともに、コンピュータとしてCPS（Common Processing System）が追加された。